# عنجيرة

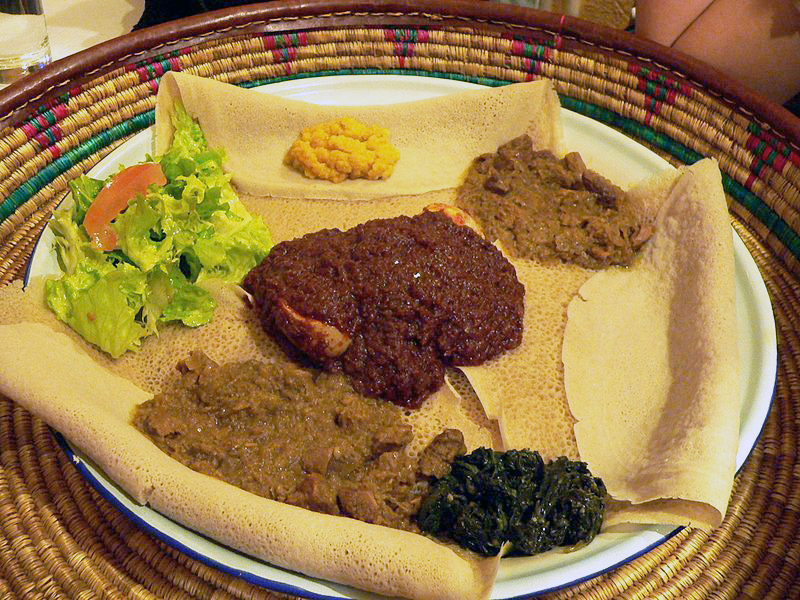
هذه الوجبة تتألف من عنجيرة وعدة أنواع من وات أو تسيبهي (الحساء) وهو من المأكولات الإثيوبية والاريترية النموذجية.

عَنْجِيرَة أو إينجيرا (بالأمهرية والتغرينية: እንጀራ، وبالأورومية: بودينا؛ وبالصومالية: عانجيرو، وبالإنجليزية: Injera) هي كعكة خميرية اسفنجية. تقليديا مصنوع من دقيق التف. هو الطبق الوطني في إثيوبيا وإرتريا. نفس الأكلة تؤكل في الصومال وجيبوتي (حيث يطلق عليها عانجيرو أو لاحوح) وكذلك اليمن (حيث معروف باسم لحوح).

## المكونات وطريقة الطبخ

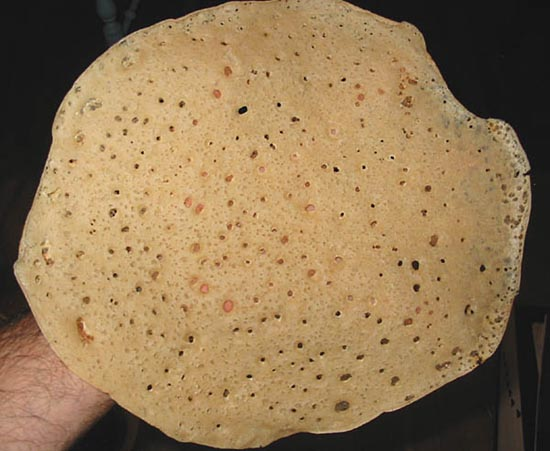
عانجيرو هي النسخة الصومالية من عنجيرة وهي العنصر الرئيسي في المطبخ الصومالي والجيبوتي.

الحبوب الأكثر قيمة تستخدم في صنع عنجيرة هو من التف الصغيرة الغنية بالحديد. ومع ذلك يقتصر إنتاجها على المرتفعات الوسطى ومناطق معينة مع هطول الأمطار الكافية ولذلك فهو مكلف نسبيا للأسرة المتوسطة. لأن الغالبية العظمى من الإثيوبيين الساكنون في المرتفعات من الأسر الزراعية الفقيرة فإنها تقوم بزراعة الحبوب، القمح، الشعير، الذرة، و/أو دقيق الأرز لتحل محل بعض أو كل محتوى التف. هناك أيضا أنواع مختلفة من عنجيرة في إثيوبيا مثل نيتش (أبيض) وكاي (أحمر) وتيكور (أسود).
لصنع عنجيرة يتم خلط دقيق التف مع الماء ثم يسمح للتخمر لعدة أيام مع العجين. نتيجة لهذه العملية أقل ما يقال أن عنجيرة له طعم الحامض. عنجيرة صار جاهزا للخبز كفطائر كبيرة الحجم إما على موقد كهربائي متخصص أو وهو الأكثر شيوعا على لوح الصلصال الموضوع على النار. الطريقة غير العادية لخبز عجين الخميرة يسكب على سطح الخبز. من حيث الشكل يقارن عنجيرة بالكريب الفرنسي ودوسا الجنوبي الهندي كقطعة خبز دائرية مطبوخة وتستخدم كقاعدة لغيرها من الأطعمة. الطعم والملمس مع ذلك فريد من نوعه وعلى عكس كريب ودوسا ويشبه الجنوبي الهندي أبام. السطح السفلي من عنجيرة الذي يلامس سطح التدفئة له ملمس ناعم نسبيا في حين أن السطح الأعلى مسامي. هذه البنية المسامية تسمح للعنجيرة أن يكون الخبز جيد ليلتقط الصلصات والأطباق.

## الاستهلاك
توضع في إريتريا وإثيوبيا ضمن مجموعة متنوعة من الطبخات وأحيانا مع السلطة (أثناء الصيام حسب الأرثوذكسية الإثيوبية التي يمتنع المؤمنين عن معظم منتجات الحيوان) أو ببساطة أكثر عنجيرة (وتسمى عنجيرة فيرفير). باستخدام اليد اليمنى تقطع قطع صغيرة من عنجيرة وتستخدم لتناول الطعام والسلطات. وبموجب هذه فإنه تتسرب من عنجيرة العصائر والمرق وبعد أن يختفي الطعام والسلطة فقد يتم تناول الخبز أيضا. عندما يتم تناول عنجيرة فإن الوجبة انتهت.
في الصومال وفي وجبة الغداء (المشار إليها باسم قدو) وهي الوجبة الرئيسية في اليوم فإن عنجيرة أيضا أن تؤكل مع الحساء (مرق) أو الحساء.

## الاستخدام المعاصر

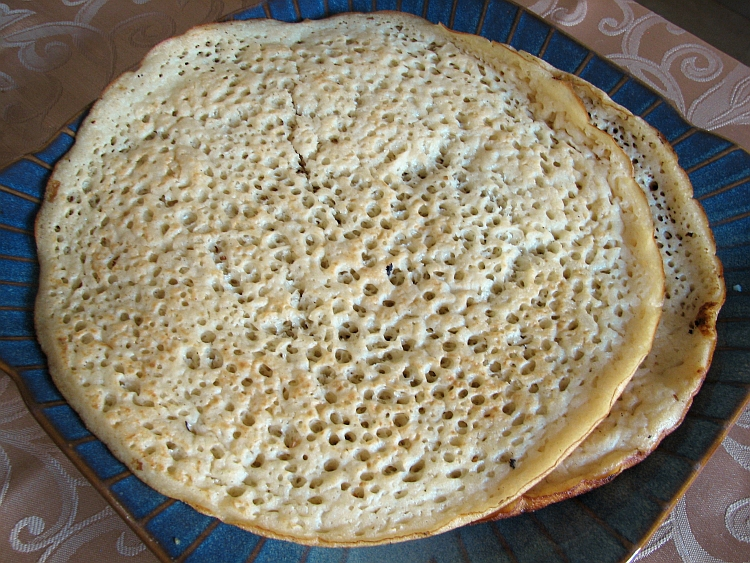
إنجيرا له مكانة بارزة في المطبخ اليمني حيث أنه معروف بأسم اللحوح.

في إريتريا وإثيوبيا تؤكل عنجيرة تقريبا بشكل شبه يومي في كل الأسر. إعداد عنجيرة يتطلب وقتا طويلا وموارد. ينضج الخبز على لوح كبير أسود من الطين على النار. هذا الإعداد هو موقد يسمى ميتاد (باللغة الأمهرية) أو موغوغو (في اللغة التغرينية) والتي من الصعب استخدامه وينتج كميات كبيرة من الدخان ويمكن أن يشكل خطرا على الأطفال. وبسبب هذا الأسلوب غير الفعال للطبخ تضيع الكثير من الموارد المحدودة في المنطقة. لكن في عام 2003 أعطيت مجموعة الأبحاث جائزة أشدين لتصميم نوع جديد من المواقد لطبخ عنجيرة. الموقد الجديد يستخدم مصادر الوقود المتاحة (بما في ذلك الروث ويسمى محليا كوبيت) لطبخ عنجيرة وغيرها من الأطعمة بكفاءة وتوفير الحرارة من الوقود. عدة أجزاء تصنع في المدن المركزية في كل بلد في حين أن الأجزاء الأخرى المصبوبة من الطين تصنع من قبل النساء في المناطق المحلية. ومع ذلك العديد من النساء في المناطق الحضرية الآن تستخدام مواقد كهربائية لطبخ عنجيرة التي تعلوها لوحة معدنية كبيرة.
خارج الهضبة الإثيوبية والإريترية يمكن العثور على عنجيرة في محلات البقالة والمطاعم المتخصصة في الأطعمة الإريترية، الإثيوبية، أو الصومالية.

## معرض الصور

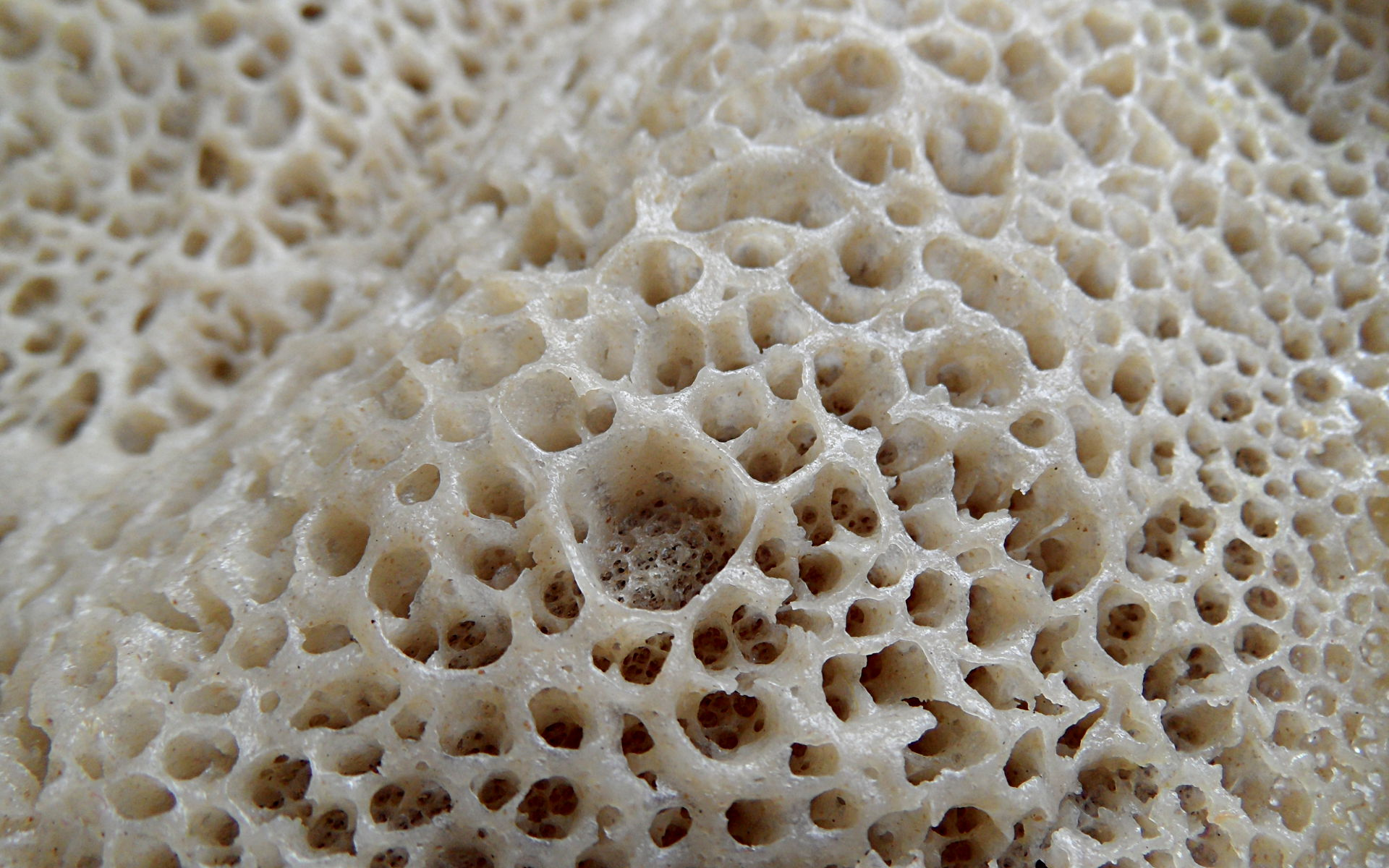
الملمس الإسفنجي للكانجيلو الصومالي المعروف بالحوح.
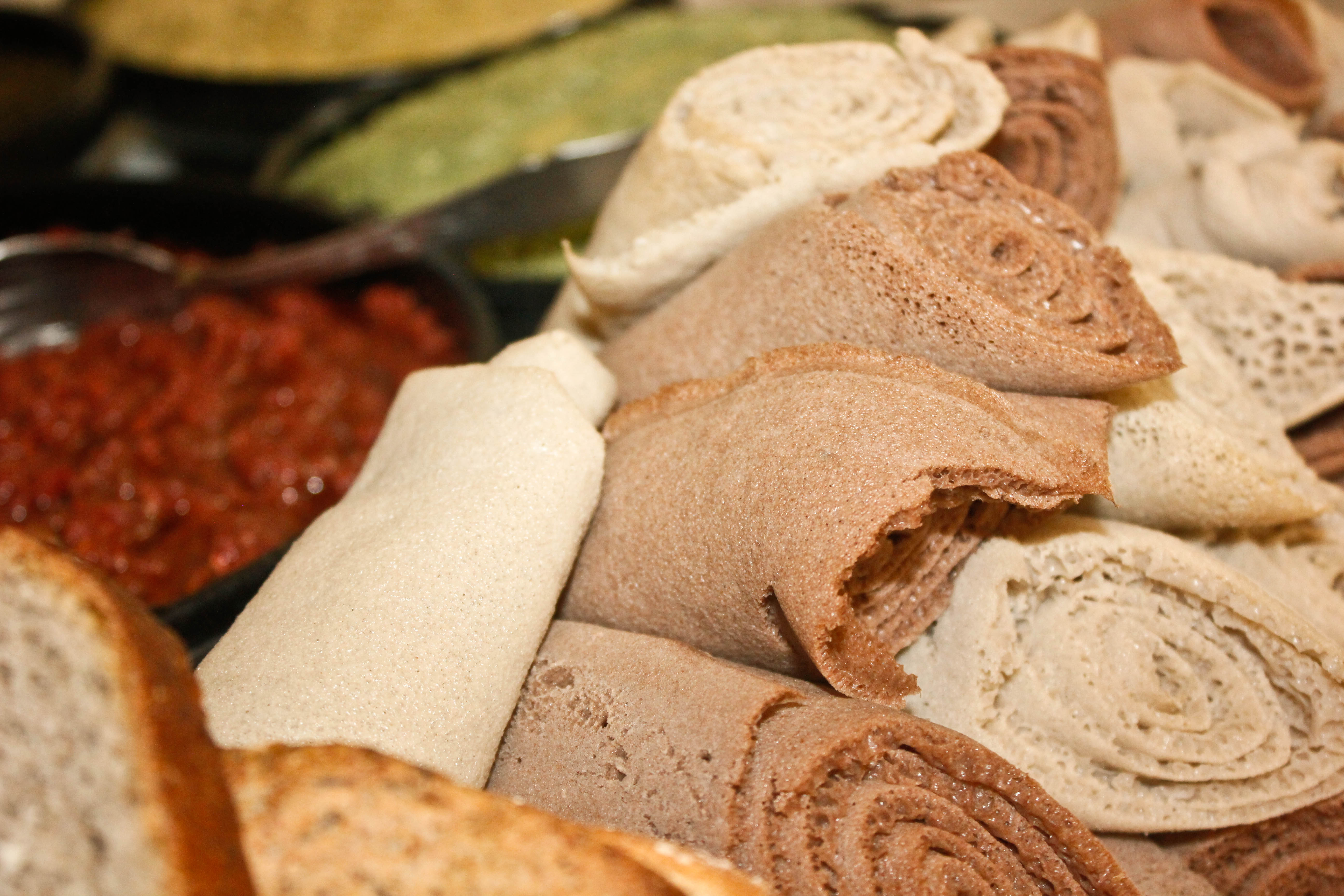
إنجيرا - الغذاء الأساسي الوطني في إثيوبيا.
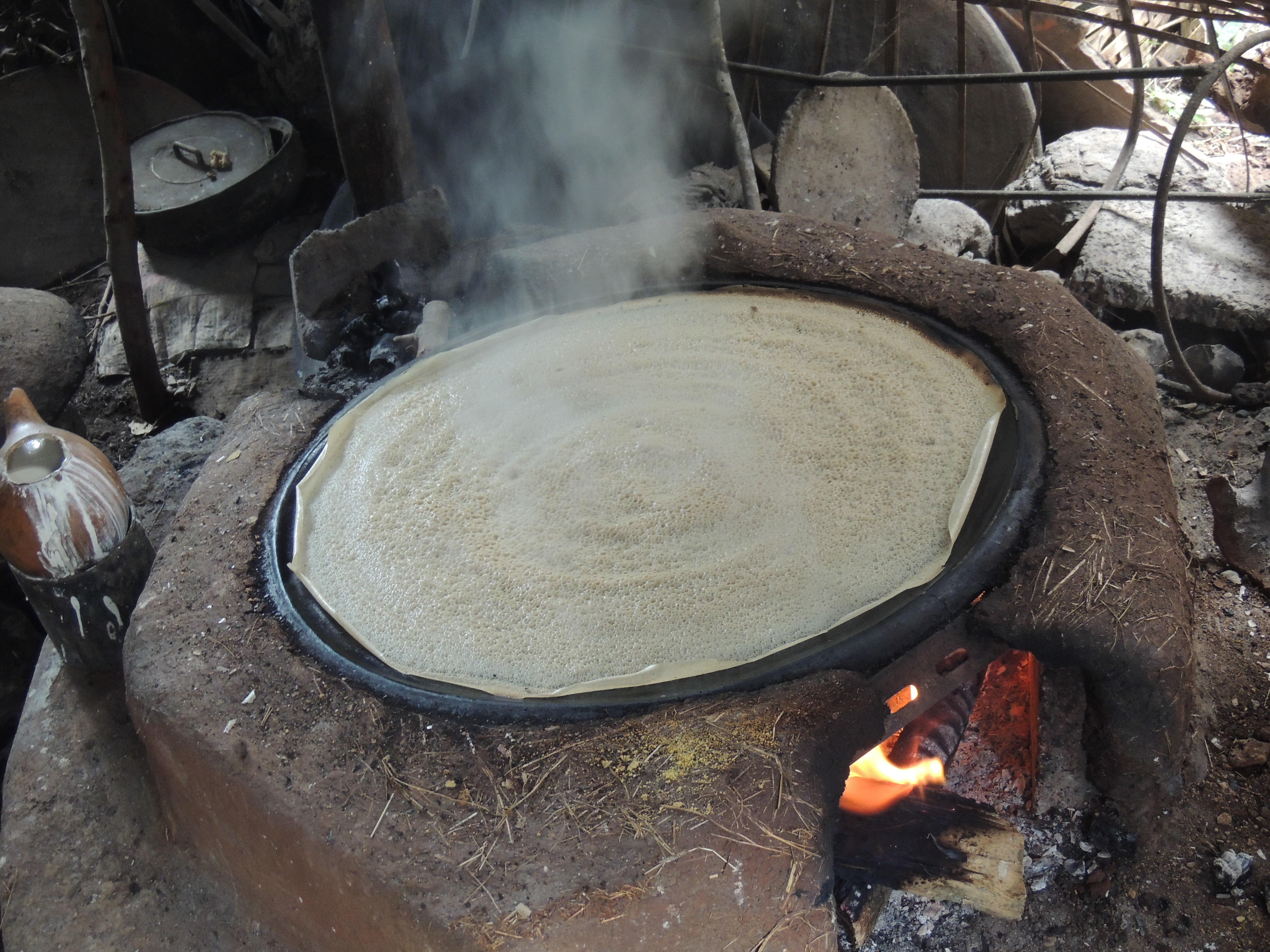
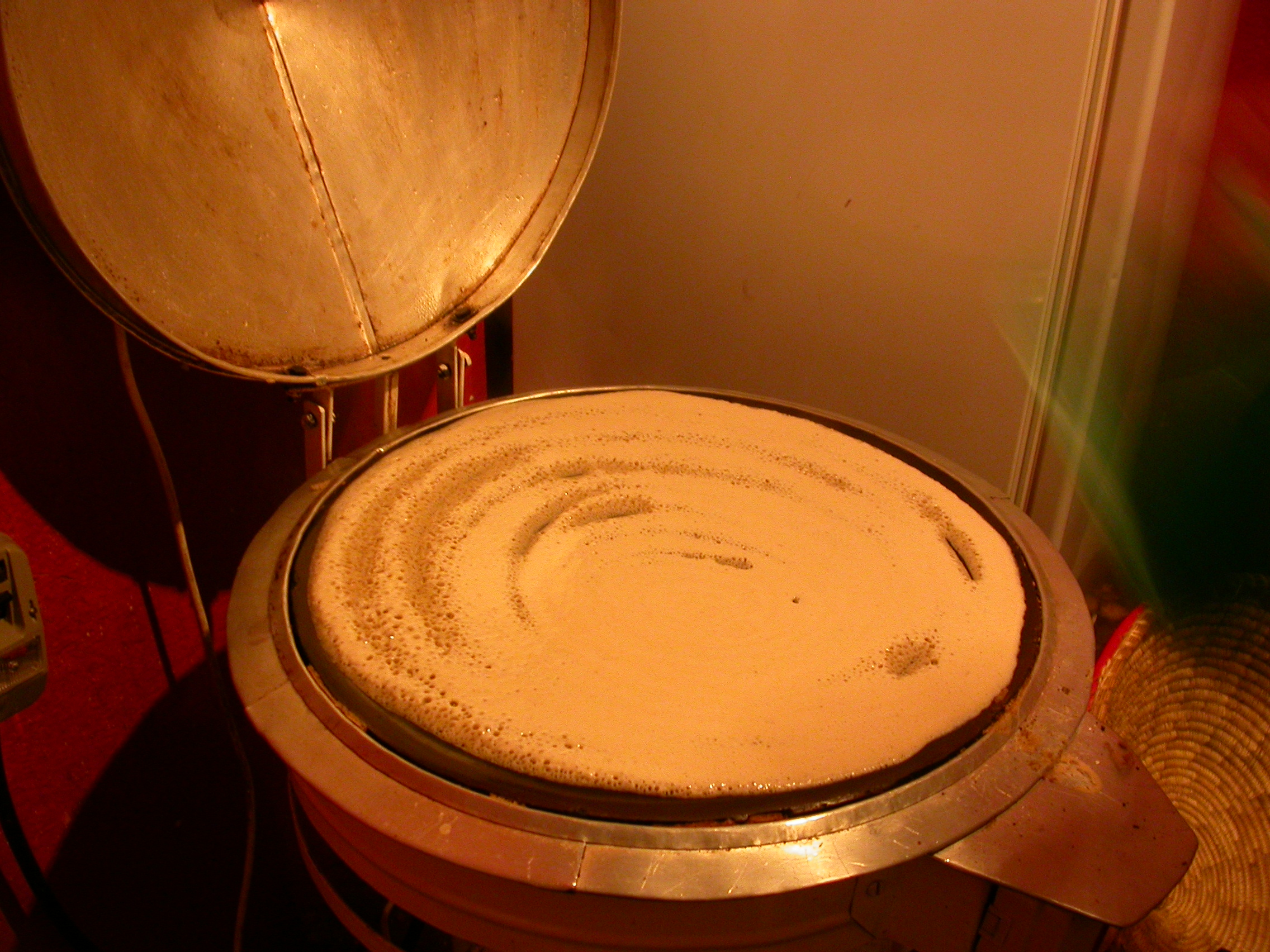
خبزه بآلة الخبز الكهربائية.
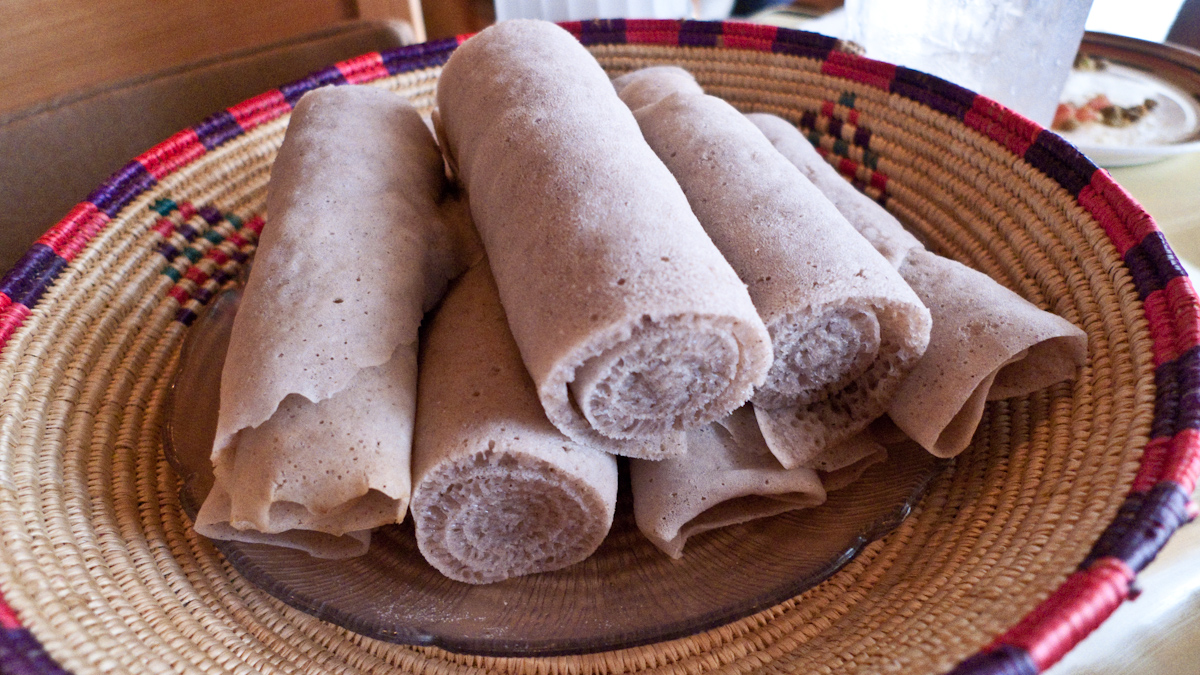
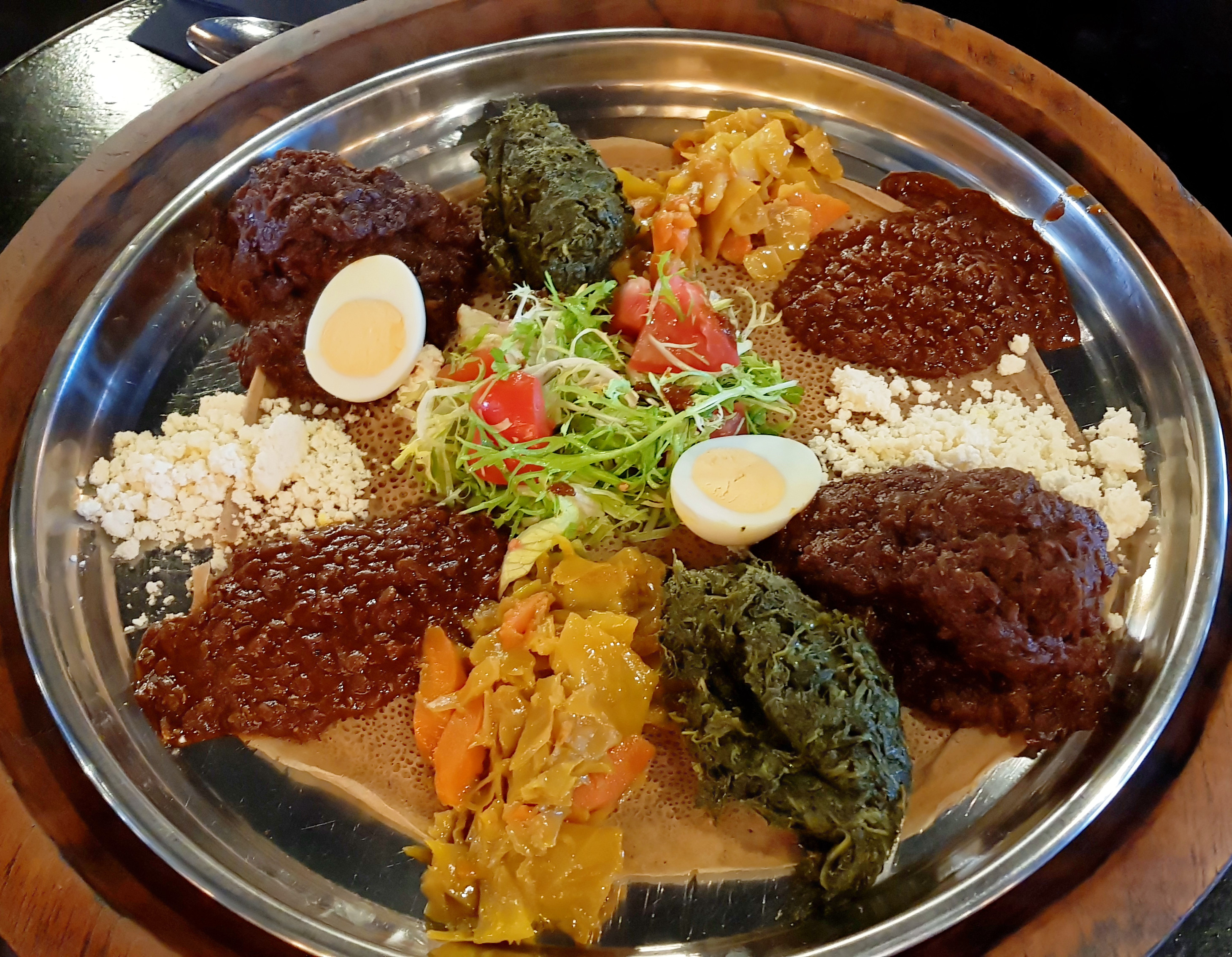
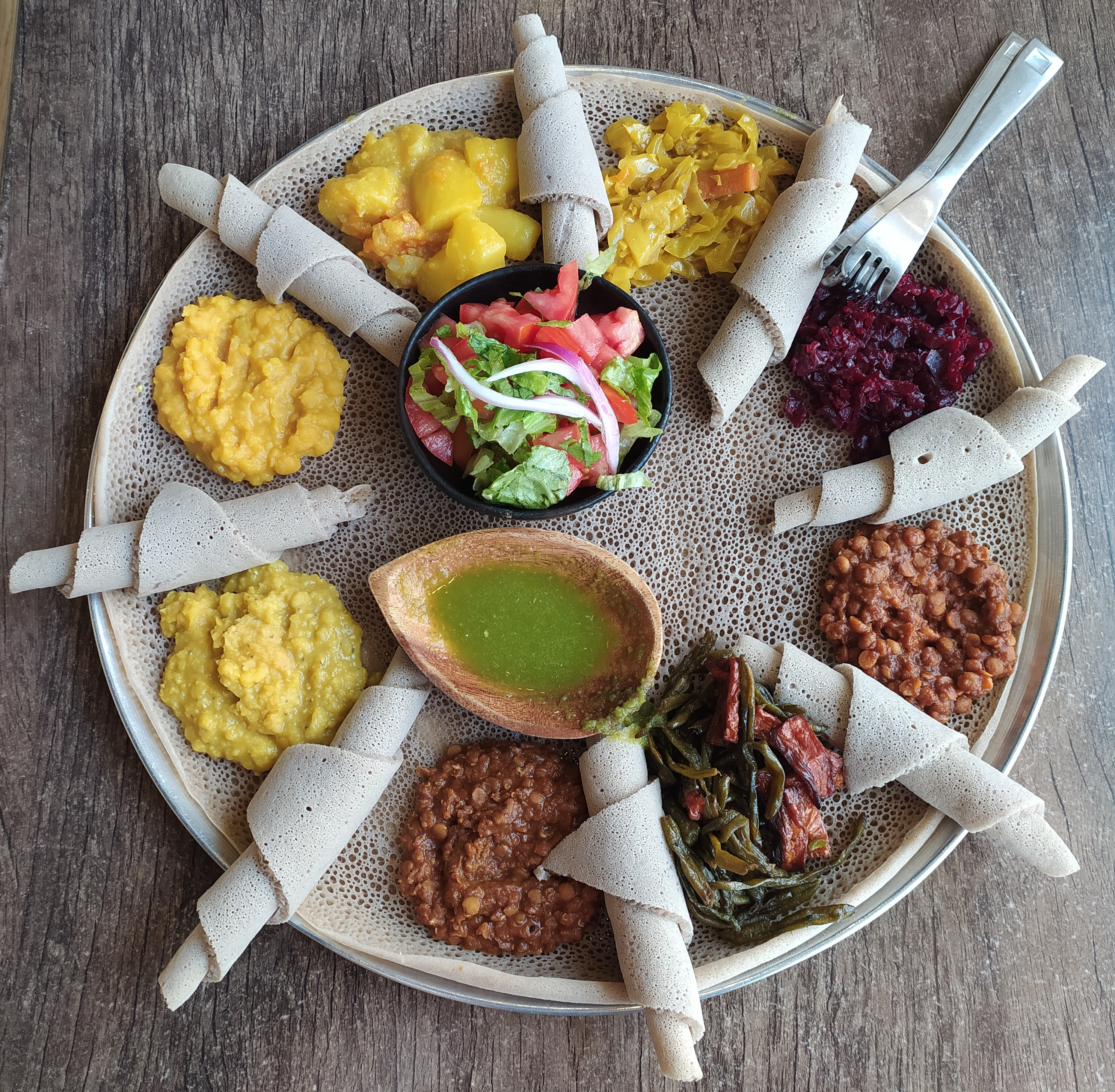
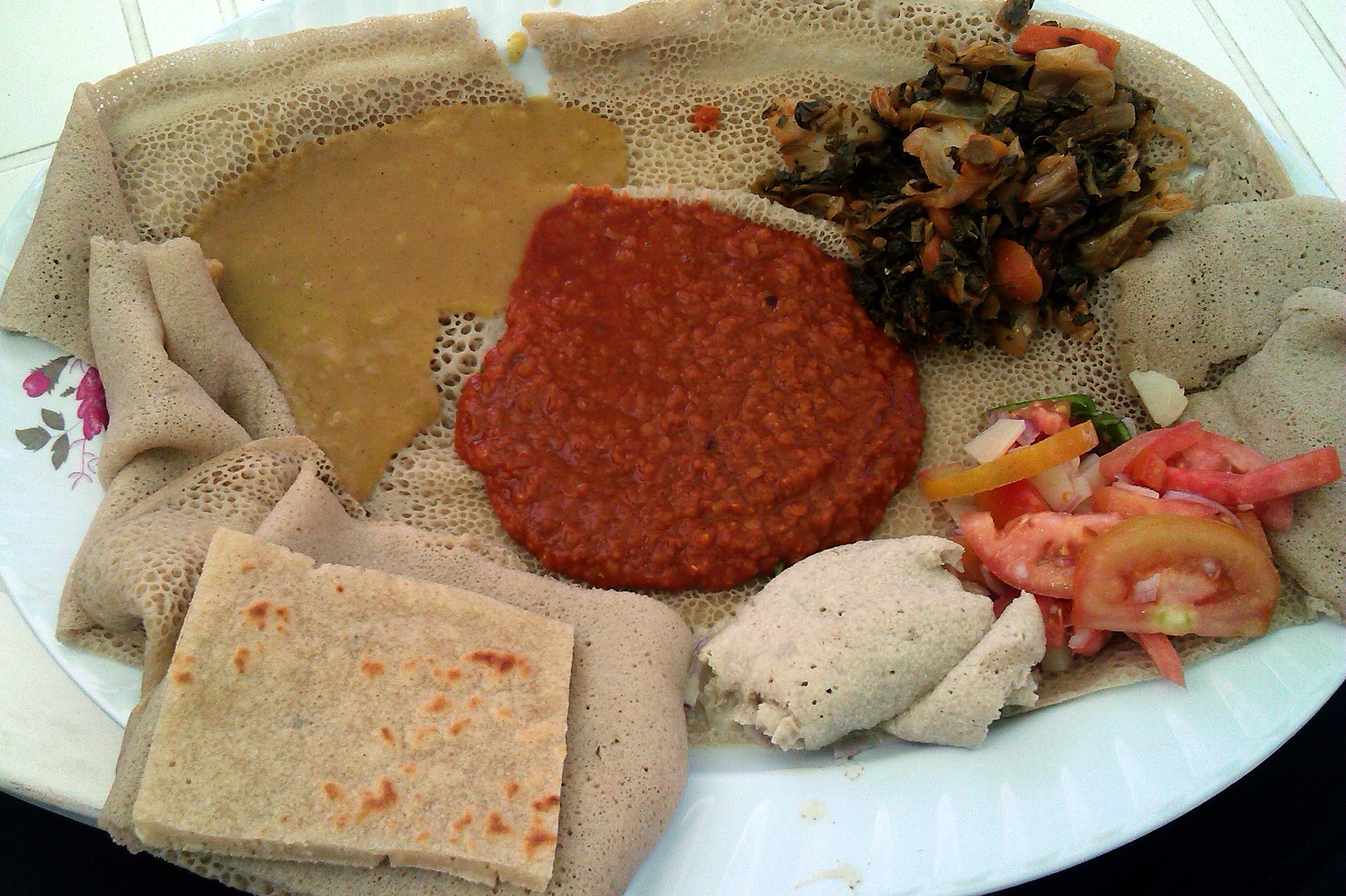
غداء إنجيرا.
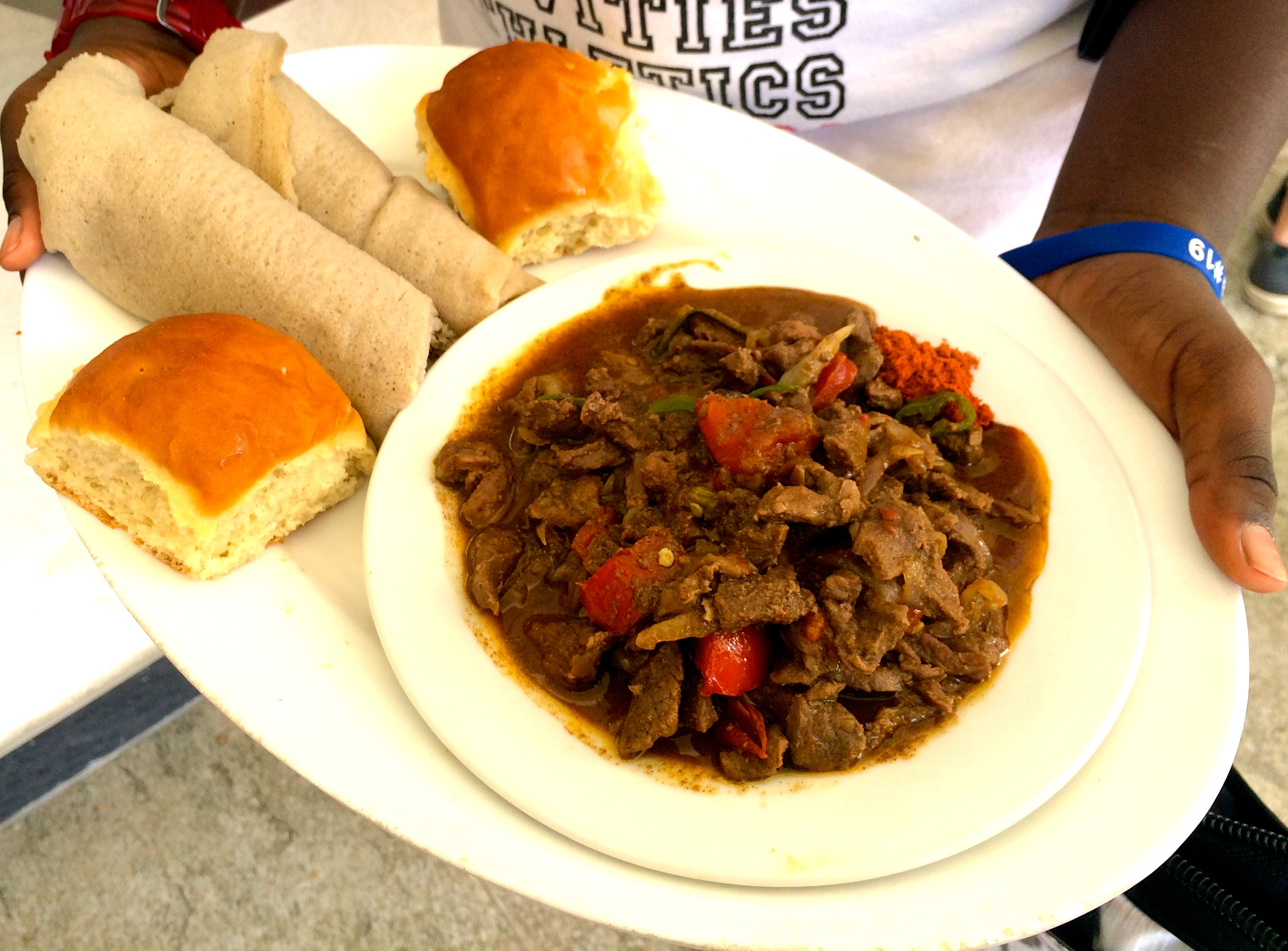
غداء مدرسي تيبس (Tibs) بالإنجيرا. لا ينبغي الخلط بينهh وبين المسقعة (التبسي).
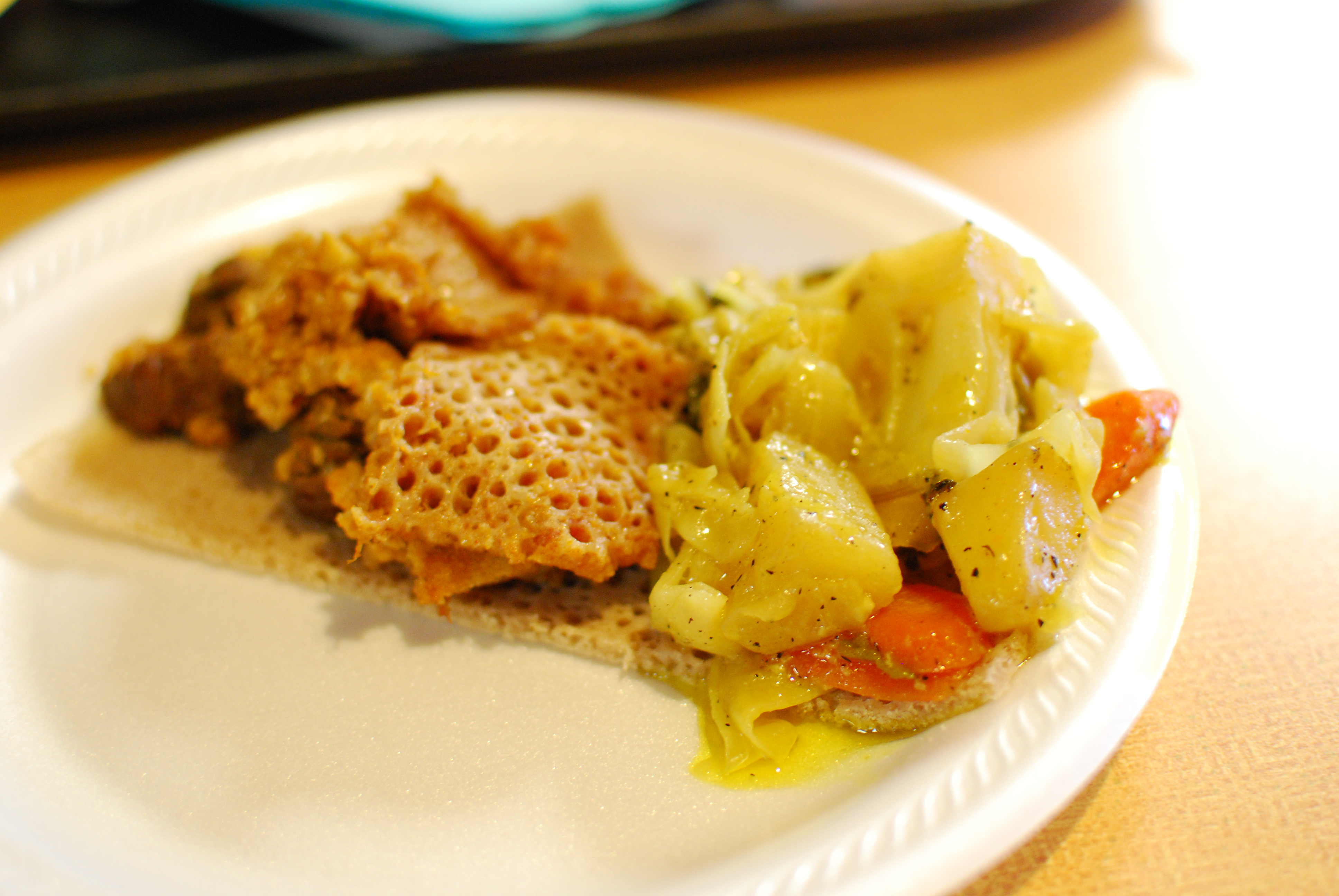
إنجيرا مع طبق فيتفيت [الإنجليزية] والذي يُشبه إلى حد ما طبق الفتيت.

## وصلات خارجية
- Mesob Across America: Ethiopian Food in the U.S.A. A book about the history and culture of Ethiopian cuisine
- Ethiopian Food: Mesob Across America A blog about Ethiopian food
- Ethiopian Restaurant Guide Includes video visits to some restaurants
- Ashden awards: injera bread stove